# Фемінізм у Польщі

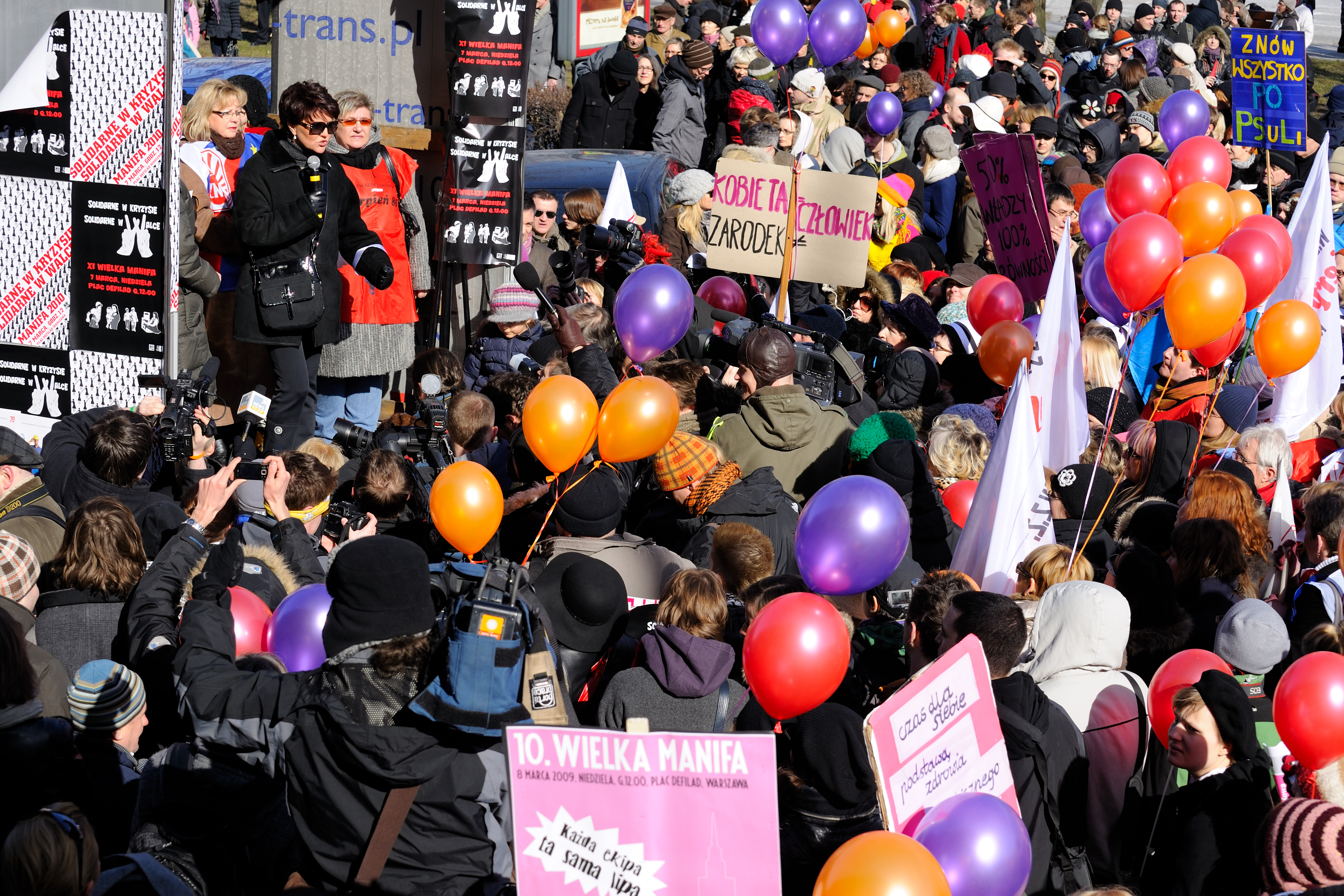
Заходи до Міжнародного жіночого дня, Варшава, 2010.

Історію фемінізму в Польщі можна розділити на сім періодів, починаючи з першої хвилі фемінізму 19 століття. Перші чотири ранні періоди збіглися з поділами Речі Посполитої, що призвело до ліквідації суверенної польської держави на 123 роки. Однак, якщо визначити «фемінізм першої хвилі», як Бетті Фрідан та інші, як глобальний рух у 19-му та 20-му століттях, що в основному займався виборчим правом жінок, то Польща відчула це одночасно з іншими західними країнами, наприкінці 19 і особливо на початку 20 століть. До цього періоду переважало «жіноче питання», коли аристократки та аристократи кидали виклик підпорядкуванню жінок чоловікам, але не обов'язково виступали за рівні політичні права чи значні соціальні зміни чи колективно організовували їх. На польських землях жіноче питання розвивалося нарівні з європейськими дебатами від 16 століття.

## ХІХ століття
За словами Євгенії Лох, у 19 столітті Польща переживала три послідовні хвилі фемінізму; перша і найслабша хвиля припала на листопадове повстання 1830 року. Саме тоді Клементина Танська-Гоффман написала перший польський текст з феміністичною особливістю, Pamiątka Pö Dobrej matce (Спогади про добру матір) (1819). Хоча авторка стверджувала традиційні соціальні ролі дружини та матері для польських жінок, вона все ж відстоювала необхідність освіти і для жінок.

### Епоха повстань
Друга (і більш сильна) хвиля відбулася між листопадовим та січневим повстаннями (1863). На цей період вплинули французькі протофеміністичні ідеї: літературні твори Жорж Санд і газета La Gazette des Femmes (Жіноча щоденна). Головною прихильницею фемінізму була газета Przegląd Naukowy (Науковий огляд). У ній були опубліковані (серед багатьох інших) статті Нарцизи Жмиховської (варшавської лідерки «entuzjastki»), яка виступала за емансипацію та освіту для жінок. Жмиховська також була активною ораторкою, виступаючи від імені жінок. Перша польська філософка, Eleonora Zimięcka писала, що найбільш важливе завдання в області освіти жінок — формували свою людську природу, і тільки потім — жіночність.

### Політичний позитивізм
Польща пережила третю (і найсильнішу) хвилю після 1870 року під переважним впливом Заходу. На цій «хвилі» чоловіки були головними прихильниками феміністичної справи: Адам Віслицький опублікував статтю «Niezależność kobiety» («Незалежність жінки») у Przegląd Naukowy (1870). Цей твір містив радикальні вимоги рівності статей в освіті та професіях. У цій же газеті Олександр Свєнтоховський розкритикував книги Гофманової, які, за його словами, «перетворюють жінок на рабів». Інша газета, Niwa, виступала за рівність жінок в освіті та роботі. Найрадикальніші феміністичні вимоги були включені в книгу Едварда Прондзинського «O prawach kobiety» («Про права жінок», 1873), яка виступала за повну рівність статей у всіх сферах.
Питання емансипації жінок було особливо важливим у Львівському університеті (нині Україна). У 1874 році викладач університету Леон Білінський прочитав цикл лекцій «O pracy kobiet ze stanowiska ekonomicznego» («Про жіночу працю з економічної точки зору»). Він рішуче підтримував інтелектуальну та економічну емансипацію жінок та їх вільний доступ до вищої освіти. Пізніше його зусилля принесли свої плоди — у 1897 році перші студентки закінчили Львівський університет.
У літературній творчості Елізи Ожешко мотив жіночої емансипації є особливо важливим. У своїй книзі Kilka słów o kobietach (Кілька слів про жінок, 1871) вона підкреслила фундаментальну людську природу кожної жінки, збочену суспільством.
Основною фігурою польського фемінізму в цей період і пізніше була письменниця Габріеля Запольська.
У 1889 році російська газета «Правда» (Правда) опублікувала статтю Людвіка Крживіцького «Sprawa kobieca» («Жіноча справа»), в якій постулювалося, що визволення жінок є притаманним капіталістичній економіці.

## ХХ століття
Четверта — модерністська — хвиля фемінізму досягла Польщі близько 1900 року. У той час як письменники-чоловіки зосереджували увагу на «таємничій та містичній» природі жінок, авторки (напр Марія Конопницька, Еліза Ожешко) були зайняті більш раціональними аспектами жіночності. Зоф'я Налковська була особливо активною в польському жіночому русі. Її промова Uwagi o etycznych zadaniach ruchu kobiecego (Зауваження про етичні цілі жіночого руху) під час Жіночого конгресу у Варшаві 1907 року засудила жіночу проституцію, щоправда, як форму полігамії. Перший роман Налковської Kobiety (Жінки) (1906), і ще один роман, Narcyza (1910), засудили жіночу пасивність, яка стикається з тим, що вона сприймається як чоловіче панування.

### Міжвоєнний період

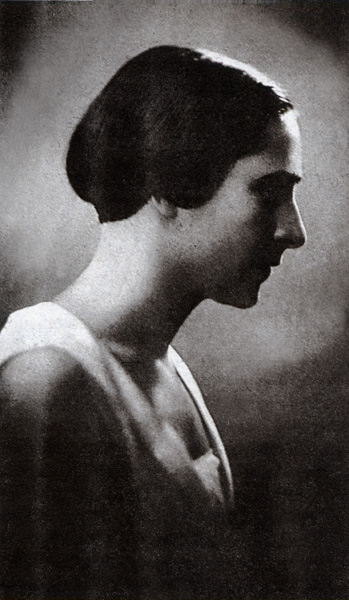
Ірена Кшивицька, 1930 р

П’ята хвиля польського фемінізму припала на міжвоєнний період (1920-1930-ті роки). Феміністичні дискурси тієї епохи (як у Польщі, так і в інших країнах) шукали нові дефініції фемінізму та намагалися визначити нові цілі (виникали сумніви, чи боротися за повну рівність чи, радше, за захисне законодавство). Майже кожна феміністка (навіть радикальна) вважала, що жінки досягли свого звільнення.
Стаття 96 польської конституції 1921 р. передбачала, що всі громадяни рівні перед законом, однак вона не поширювалася на одружених жінок. 1 липня 1921 року Сейм ухвалив Закон про зміну деяких положень цивільного законодавства, що стосуються прав жінок, щоб усунути найбільш очевидні нерівності для жінок, які перебувають у шлюбі. Положення Закону дозволяли жінкам контролювати власне майно (крім приданого), підписувати юридичні документи, бути опікункою своїх дітей, якщо її чоловік став недієздатним, а також жити окремо від чоловіка. Закон також вилучив вимоги, що жінка повинна підкорятися чоловікові, і скасував вимоги до дружини отримувати дозвіл чоловіка на юридичні дії.:250
У 1932 році Польща визнала зґвалтування в шлюбі незаконним. Налковська продовжила аналізувати жіночі питання: у романах Romans Teresy Hennert («Зв’язки Терези Геннерт», 1923) та Renata Słuczańska (1935) вона розглянула межі жіночої свободи в традиційному суспільстві.
У 1920-х роках у Польщі зародився радикальний фемінізм. Його представниці, Ірена Кшивицька та Марія Морозович-Щепковська, поділилися агресивною риторикою та виступали за звільнення жінок від емоційних стосунків з чоловіками («боротьба з коханням») як єдиного засобу до індивідуальної незалежності. Кшивицька і Тадеуш Бой-Желенський пропагували плановане батьківство, сексуальну освіту, право на розлучення та аборт, а також сувору рівність статей. Кшивицька опублікувала ряд статей в Wiadomosci Literackie (Літературні новини) (з 1926), Желенський написав безліч статей, в яких протестував проти втручання католицької церкви в інтимне життя поляків. І Кшивіцька, і Желенський були надзвичайно активними ораторами, пропагуючи ідеї фемінізму по всій країні. Інший аспект фігур польського фемінізму в поезії і драмах стала Марія Павликовська-Ясножевська. Ця авторка виступала за жіноче еротичне самовизволення від соціальних умовностей.
Друга світова війна практично придушила польських феміністок.

### Під комуністичною владою
Після Другої світової війни комуністична держава, створена Радами в Польщі, сприяла пропаганді емансипації жінок у сім’ї та на роботі.
Комуністичний поет Адам Важик у своїй поемі для дорослих реалістично описав становище робітників (у тому числі жінок).
Цей період, відомий як «шоста хвиля» польського фемінізму, характеризувався значною пропагандою за рівність статей, а також масовою участю жінок у промисловому виробництві, сільському господарстві та політиці. У Польщі була перша у світі жінка-міністерка.
Юлія Мінц очолювала Польське пресове агентство в 1944–1954 роках. Зофія Гжиб (працівниця з початковою освітою) була першою і єдиною жінкою в Політбюро Польської об’єднаної робітничої партії з 1981 року.

## Друга хвиля фемінізму
Друга хвиля фемінізму як період феміністичної діяльності припала на початок 1960-х у США. Ця хвиля досягла свого піку в Польщі вже в 1956 році з легалізацією абортів, що породило ряд полемічних текстів про вибір. Після цього голоси феміністок майже замовкли (до 1989 року); держава вважала феміністичні вимоги виконаними, будь-яка відкрита дискусія про жіночі проблеми була заборонена, дозволялися лише офіційні («матералістичні» та «марксистські») феміністичні тексти, в основному зосереджені на тому, щоб зняти з жінок тягар «традиційної» жіночої домашньої роботи. «Західний» фемінізм був офіційно заборонений і практично відсутній у польському суспільному житті до 1989 року.
У Польщі протягом 1940–1989 років фемінізм загалом і фемінізм другої хвилі, зокрема, були практично відсутніми. Хоча феміністичні тексти були створені в 1950-х і пізніше, вони зазвичай контролювалися та створювались комуністичною державою. Фактично будь-які справжні та відкриті феміністичні дебати були практично придушені. Офіційно будь-який «фемінізм західного типу» не мав права на існування в комуністичній державі, яка нібито надавала жінкам кожну з основних феміністичних вимог.
Формально аборти в Польщі було легалізовано майже на 20 років раніше, ніж у США та Франції (але пізніше, ніж у скандинавських країнах), була законодавчо забезпечена рівність статей, поступово впроваджувалась сексуальна освіта в школах, а контрацептиви були легальними і субсидувалися державою. Насправді, однак, рівність статей так і не була реалізована, а контрацептиви були настільки поганої якості, що аборт став важливим методом запланованого батьківства. Ті реальні проблеми ніколи не були офіційно визнані і будь-яке їх обговорення було заборонено.

### Після падіння комунізму
Під час комуністичного правління польки користувалися свободами (аборти, ринок праці, догляд за дітьми), які відрізнялися від західних. Однак після переходу до демократії в 1989 р. уряд вжив заходів «повторної фамілізації». Фемінізм у посткомуністичній Польщі оскаржується польською громадськістю через вплив католицької церкви у триваючій «війні проти гендеру». Посткомуністична Польща пережила сьому хвилю фемінізму і раптово зіткнулася з концепціями західного фемінізму другої хвилі, які відразу ж зустріли запеклий опір Римо-Католицької Церкви. Західний фемінізм часто помилково ототожнювався з попередньою комуністичною репродуктивною політикою, подібною в деяких аспектах, і з цієї причини фемінізм часто розглядався як «підозрілий».

### Заборона абортів
На початку 1990-х у польських феміністичних текстах часто використовувалася агресивна риторика, пов'язана з феміністичними публікаціями міжвоєнного періоду. Така «вражаюча» аргументація була більш адекватною в ту епоху бурхливої полеміки щодо заборони абортів. Після того, як польський уряд запровадив фактичну законну заборону абортів (7 січня 1993 року), феміністки змінили стратегію. Багато польських феміністок після цієї події прийняли аргументаційні стратегії, запозичені з американського руху «За вибір» 1980-х років. У польських феміністичних текстах переважала змішана аргументація «меншого зла» та «запланованого батьківства». Насправді цей аргумент суперечить феміністичній ідеології і виявився неефективним. Заборона на аборти виявилася непорушною. З 1989 року державне фінансування контрацептивів було сильно придушене.
Але польський фемінізм, здається, зазнає змін; серед нових феміністичних книжок — «Світ без жінок» (2001) Агнешки Графф, яка прямо вказує на сучасне явище дискримінації жінок у Польщі; і Казиміра Щука Milczenie owieczek (Мовчання Flock) (2004), яка пристрасно захищає аборти і часто займає позицію, безпосередньо пов'язану з періодом міжвоєнного і радикальним французьким фемінізмом, тим самим відмовившись від досі домінуючої помірної американської аргументативної стратегії. Ева Домбровська-Шульц також висловила необхідність зміни польської феміністичної позиції.
Наразі в Польщі все ще діє один з найбільш обмежувальних законів про аборти в Європі.  Запропонована повна заборона абортів, яка вперше була введена у вересні 2016 року, ініціювала хвилю демонстрацій Чорного протесту, підвищуючи обізнаність про становище жінок у Польщі в усьому світі.
Кая Годек — радикальна активістка проти абортів.
Зузанна Радзік стверджує, що є католицькою феміністкою.

## Міжнародний жіночий день
У Польщі Міжнародний жіночий день супроводжується деякими практиками, які польські феміністки вважають проблематичними. За традицією жінкам дарують червону троянду і парфуми. Існує рух польських феміністок, щоб змінити фокус Міжнародного жіночого дня та мобілізувати жінок до активності.
З 2000 року жіночий день у Польщі відзначають феміністичними демонстраціями під назвою «Маніфа».

## Важливі феміністки
Єва Котчевер (1891-1943) — активістка, власниця знаменитої Hangouts Єви в Грінвіч-Віллідж, депортована зі США за «непристойність», померла в Освенцимі.
Агнешка Графф (1970) — письменниця, правозахисниця та співзасновниця Porozumienie Kobiet 8 Marca, працює в Інституті Америки та Європи Варшавського університету. Серед її робіт — книга «Світ без жінок» у 2001 році.
Марія Яніон (1926-2020) — відома феміністка і науковиця, прочитала багато лекцій про феміністичні ідеали і надихнула багатьох польських феміністок нового століття. Отримала почесний ступінь Інституту літературних досліджень Польської академії наук.
Ванда Новицька (1956-) — польська політична діячка, можливо, найвідоміша своєю боротьбою за легальні аборти та співзасновниця Федерації жінок і планування сім'ї в 1992 році. Закінчила Варшавський університет і працювала викладачкою латинської та англійської мови, була віцемаршалкою Сейму Республіки Польща у 2011-2015 роках.
Ельжбета Корольчук (1975-) — польська соціологиня, дослідниця і ліва активістка. Працює в Університеті Седертерна в Стокгольмі.